# Agalliopsis hamatilis
Agalliopsis hamatilis är en insektsart som beskrevs av Paul W. Oman 1970. Agalliopsis hamatilis ingår i släktet Agalliopsis och familjen dvärgstritar. Inga underarter finns listade i Catalogue of Life.